# Michael Sir

Michael Sir (um 1906)

Michael Sir (* 24. März 1862 in Wernberg; † 15. Juli 1937 ebenda) war ein Oberpfälzer Kaufmann und Politiker.

## Werdegang
Er besuchte die Volksschule sowie die Gewerbe- und Fortbildungsschule, erlernte das Handelsgewerbe und war danach im elterlichen Geschäft für Kolonial- und Manufakturwaren in Wernberg tätig, das er 1884 übernahm.
1887 wurde er in Wernberg Beigeordneter und daselbst 1893 zum Bürgermeister ernannt. Gleichzeitig wurde er Distriktsrat. Als Kandidat der Zentrumspartei im Wahlkreis Amberg zog er 1899 in die Kammer der Abgeordneten des Bayerischen Landtags ein, der er bis 1907 angehörte. Von Juni 1903 bis November 1918 war er zudem Mitglied des Deutschen Reichstags.
Er war Vorstand des Darlehenskassenvereins Wernberg sowie Mitglied des Kreisausschusses des Verbandes oberpfälzischer Darlehenskassenvereine.